# Rue Cournot
La rue Cournot est une rue du 15e arrondissement de Paris.

## Situation et accès
Elle commence rue de Javel et aboutit rue Jules-Simon.

## Origine du nom

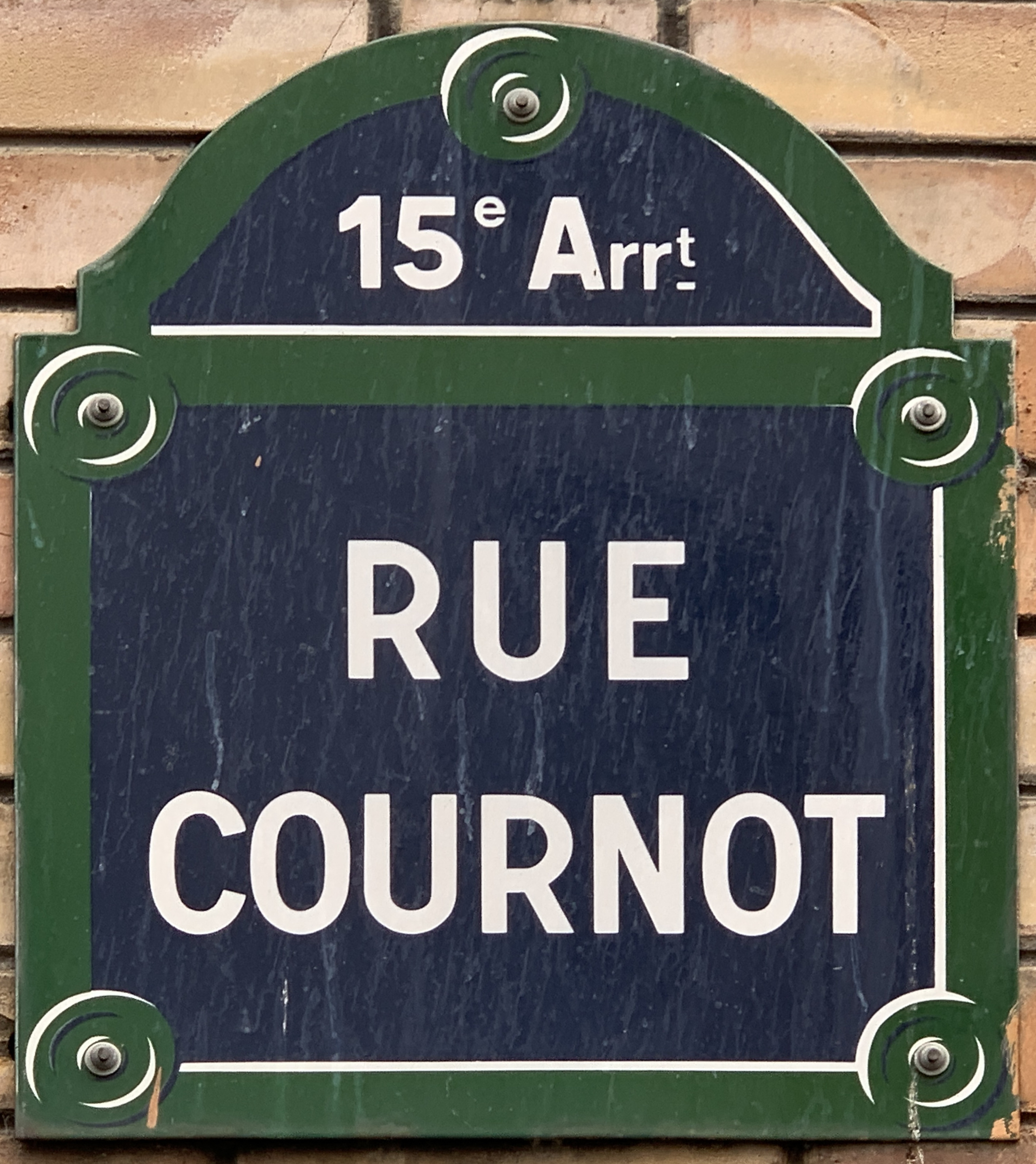
Plaque de la rue.

Elle doit son nom au mathématicien français Antoine-Augustin Cournot (1801-1877).

## Historique
La voie est créée et prend sa dénomination actuelle en 1933.